# Dryocosmus kuriphilus
Dryocosmus kuriphilus là một loài côn trùng trong họ Cynipidae. Loài này được Yasumatsu miêu tả khoa học đầu tiên năm 1951.
Đây là loài gây hại của cây Castanea mollissima, phát triển phổ biến ở Trung Quốc.